# 李暄
李暄（？—？），陕西盩厔（今陕西周至）人，是一名清朝政治人物。恩贡生出身。
李暄曾于1660年接替王有仁任青浦县知县一职，1661年由段大体接任。